# Bernhard Heydenreich

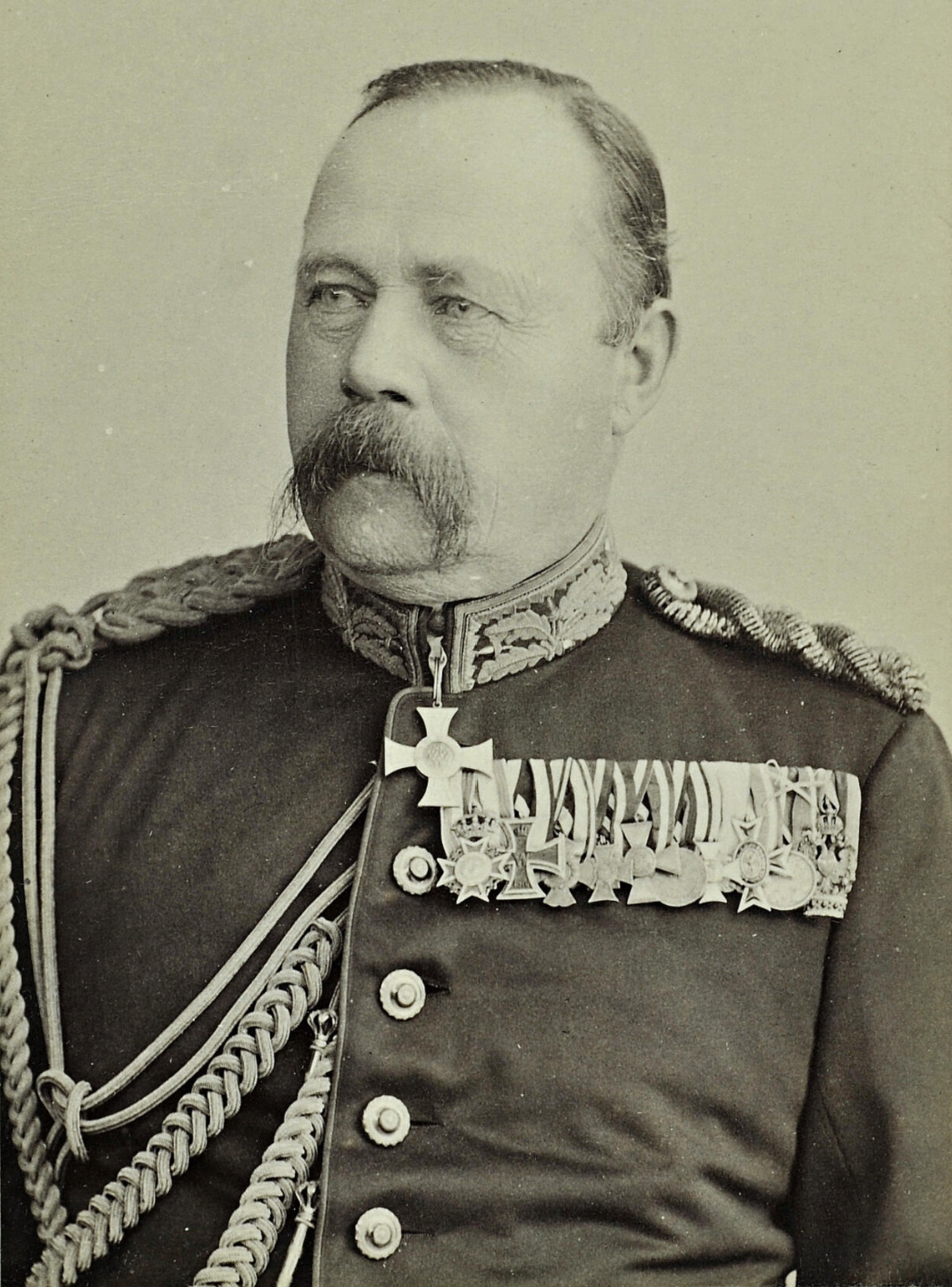
Bernhard Heydenreich

Bernhard August Heinrich Heydenreich (* 12. Mai 1825 in Dresden; † 9. März 1893 ebenda) war ein sächsischer Generalmajor.

## Leben

### Herkunft
Heydenreich entstammte einer sächsischen bürgerlichen Familie, welche ihre Abstammung auf den 1401 verstorbenen Hanns Heydenreich, Erblehnrichter auf Waltersdorf bei Freiberg, zurückverfolgen konnte. Er war Sohn des bekannten Dresdner Rechtsanwalt Eduard Heinrich Heydenreich und dessen Ehefrau Juliana Friederica Agnesa Rhäsa. Er hatte acht Geschwister, darunter den Theologen Julius Heydenreich.

### Karriere
Bernhard Heydenreich trat im Jahr 1840 in die Militärbildungsanstalt der sächsischen Armee ein und wurde nach langjähriger Erziehung 1843 zunächst der Artilleriesektion übergeben und dann nach zwei weiteren Jahren am 1. Januar 1845 als Fähnrich dem Königlich-Sächsischen Artillerie-Korps überwiesen. Am 18. Dezember desselben Jahres erfolgte seine Beförderung zum Leutnant bei der 2. Batterie des Fuß-Artillerie-Regiments. 1849 wurde er dann unter Beförderung zum Oberleutnant zum ersten Adjutanten im Artilleriekommandostab ernannt. In dieser Eigenschaft begleitete er die sächsischen Truppen nach Schleswig und führte während dem Gefecht bei Düppel den Haubitzenzug der 6 Pfund Batterie „Schneider“. Nach Rückkehr und anschließender Beförderung zum Hauptmann am 1. Februar 1857 blieb er weiterhin in seiner Position beim Artilleriekommandostab. Er machte sich zu dieser Zeit schon einen Namen als artilleristischer Fachmann und wurde dazu ausersehen, die im Jahre 1860 in der preußischen Geschützfabrik für die sächsische Artillerie hergestellten ersten 130 gezogenen Geschütze zu übernehmen. Er begab sich deshalb im Frühjahre 1860 nach Berlin, wo er durch mehrere Wochen praktische Studien in der Führung einer gezogenen Batterie machte, um als Instrukteur im sächsischen Artilleriecorps aufzutreten, dem aus gleichem Anlässe eine Anzahl württembergischer Artillerieoffiziere zugeteilt war. Der König von Württemberg brachte damals dem Hauptmann Heydenreich gegenüber allerhöchste Anerkennung durch die Verleihung des Friedrichsordens zum Ausdruck.
1861 wurde er zum etatmäßigen Hauptmann befördert und übernahm die Führung der 1. Batterie des Fußartillerieregiments. Während des Krieges gegen Preußen im Jahr 1866 führte er die erste gezogene Batterie der Artilleriereserve (Corpsartillerie). Sowohl das Gefecht bei Gitschin, wie die Schlacht bei Königgrätz bot dem Hauptmann Heydenreich Gelegenheit, mit seiner Batterie sich auszuzeichnen, indem besonders während der letzteren es der Batterie Heydenreich gelang, das Vorgehen der heranstürmenden preußischen 28.-Infanterie-Brigade aus dem Poppowitzer Walde durch wohlgezieltes Feuer vollständig zu brechen. Den Rückzug des sächsischen Korps deckte die Batterie Heydenreich, neben der Batterie Hering, im Laufe des Spätnachmittags des 3. Juli. Er wurde deshalb für seine Verdienste mit dem Orden der eisernen Krone mit der Kriegsdekoration ausgezeichnet. 1867 wurde er zum Major befördert und zum Großen Generalstab in Berlin befehligt, übernahm im Jahre 1868 die Leitung der technischen Abteilung im sächsischen Kriegsministerium und gleichzeitig das Referat in der sächsischen Artilleriekommission. Er blieb auch nach Ausbruch des Krieges gegen Frankreich in dieser Stellung und wurde im September 1870 zum Oberstleutnant befördert, wobei er so, nachdem der vorherige Regimentskommandeur Oberst Bernhard Oskar von Funcke verwundet wurde, die Führung des sächsischen Feldartillerieregiments übertragen bekam. Im Verlaufe des Krieges wurde er mit dem Ritterkreuz des Militär-St.-Heinrichs-Ordens und dem Eisernen Kreuz ausgezeichnet und zog 1871 an der Spitze seines Feldartillerieregiments wieder in die Garnison Dresden ein, wo er am 5. Januar 1872 zum Oberst befördert wurde. Durch ein im Krieg zugezogenes Fußleiden wurde er am 21. März 1880 unter Genehmigung seines Abschiedsgesuches und der Beförderung zum Generalmajor der Artillerie zur Disposition gestellt. Nach seiner Verabschiedung verlebte General Heydenreich, durch sein sich im Lauf der Jahre verschlimmerndes Fußleiden zu größter Schonung gezwungen, die Sommermonate meist in Bädern. Er war auch Inhaber des sächsischen Dienstauszeichnungskreuzes, des hessischen Wilhelm-Ordens, des preußischen Kronenordens 2. Klasse und der Schaumburg-Lippeschen Militärverdienstmedaille.
Er wurde unter großer Trauerfeier in Dresden begraben.

### Familie
Er heiratete 1852 Marie von Mühlen aus Altenburg, die am 11. August 1885 starb. Sie war eine Tochter des Ferdinand von Mühlen (1793–1864), niederländischen Oberstleutnants des Geniekorps, und der Johanna Catharina. Geertruida van der Spelt. Ihr Vater war ein Enkel des aus Frankfurt am Main stammenden Generalmajors Johann Jakob von Mühlen (geb. Müller).
Ein Sohn aus dieser Ehe war der sächsische Offizier und Ballistiker Willy Heydenreich.